# Kukieł
Kukieł – czwarty album zespołu Kolaboranci wydany w formie kasety magnetofonowej w 1995 przez agencję MTJ. Reedycję płyty na CD dokonała wytwórnia Mega Czad w 2007.

## Lista utworów
1. "Zbudujmy pomnik" – 4:38
2. "Kukiełkowanie" – 3:43
3. "Jak się czujesz" – 3:36
4. "Pieszczoch" – 4:11
5. "Aukcjonerzy" – 3:30
6. "Nie zwlekaj" – 4:11
7. "Jestem fajnym facetem" – 3:49
8. "Idol" – 5:01
9. "Jeszcze jedna piosenka" – 2:33
10. "Papież myśli o świecie" – 3:07
11. "Polak" – 4:55
12. "Ja koneser" – 4:09
13. "Zegarmistrz" – 4:09 (bonus CD)

## Skład
- Przemysław Thiele – wokal
- Konrad Madera – gitara basowa
- Mariusz Bączkiewicz – gitara
- Kuba Rutkowski – perkusja